# Маре, Этьен-Жюль
Этье́н-Жюль Маре́ (фр. Etienne-Jules Marey; 5 марта 1830, Бон — 15 мая 1904, Париж) — французский физиолог и изобретатель, президент французской Академии наук (с 1895 года). Его интересы распространялись на области кардиологии, авиации и хронофотографии.

## Биография
Этьен-Жюль Маре родился в семье виноторговца. После получения среднего образования учился сперва в Политехнической школе, а затем, с 1850 года, изучал медицину в Париже. По окончании учёбы работал в госпитале, где занимался физиологией кровообращения и сердечной деятельности. Начиная с 1857 года публиковал свои научные работы по этой тематике. В 1859 году Э.-Ж. Маре защитил диссертацию, после чего некоторое время работал в Вене, в лаборатории у Карла Людвига, однако, уже в 1860 году вернулся в Париж и сконструировал свой усовершенствованный сфигмограф, являющийся прямым предшественником современного сфигмоманометра.
В 1868 году учёный получил в своё распоряжение старое здание «Комеди Франсез» и переоборудовал сценические помещения в лаборатории. Здесь он провёл дальнейшие изыскания в области кровообращения. В 1867 году Э.-Ж. Маре стал профессором-ассистентом в Коллеж де Франс, с 1872 года — член Академии медицины, с 1878-го — член французской Академии наук.
В 1880 году, после строительства парижским муниципалитетом физиологической и фотографической лаборатории в Парк-де-Принс (фр.), получил её в своё распоряжение. В 1894 году Маре возглавил Французское фотографическое общество, и в этом качестве организовал к открытию Всемирной Парижской выставки 1900 года многочисленные фотоэкспозиции. В этом же, 1900 году, Э.-Ж. Маре стал рыцарем ордена Почётного легиона. В 1895 году учёный стал Президентом французской Академии наук, а в 1900-м — президентом Академии медицины. В 1902 году он создал в Париже Институт технических исследований и инструментов, носящий имя Институт Маре (фр.).

## Научный вклад
Э.-Ж. Маре как учёный является одним из основоположников современной физиологии кровообращения, кардиологии, фотографии, внёс значительный вклад в появление кинематографа и современного воздухоплавания. Ему принадлежит изобретение «хронофотографического аппарата» и фоторужья (1882), предназначенных для изучения движения животных и птиц. За свою жизнь Э.-Ж. Маре написал и опубликовал 25 книг и более 280 статей по различной научной тематике.

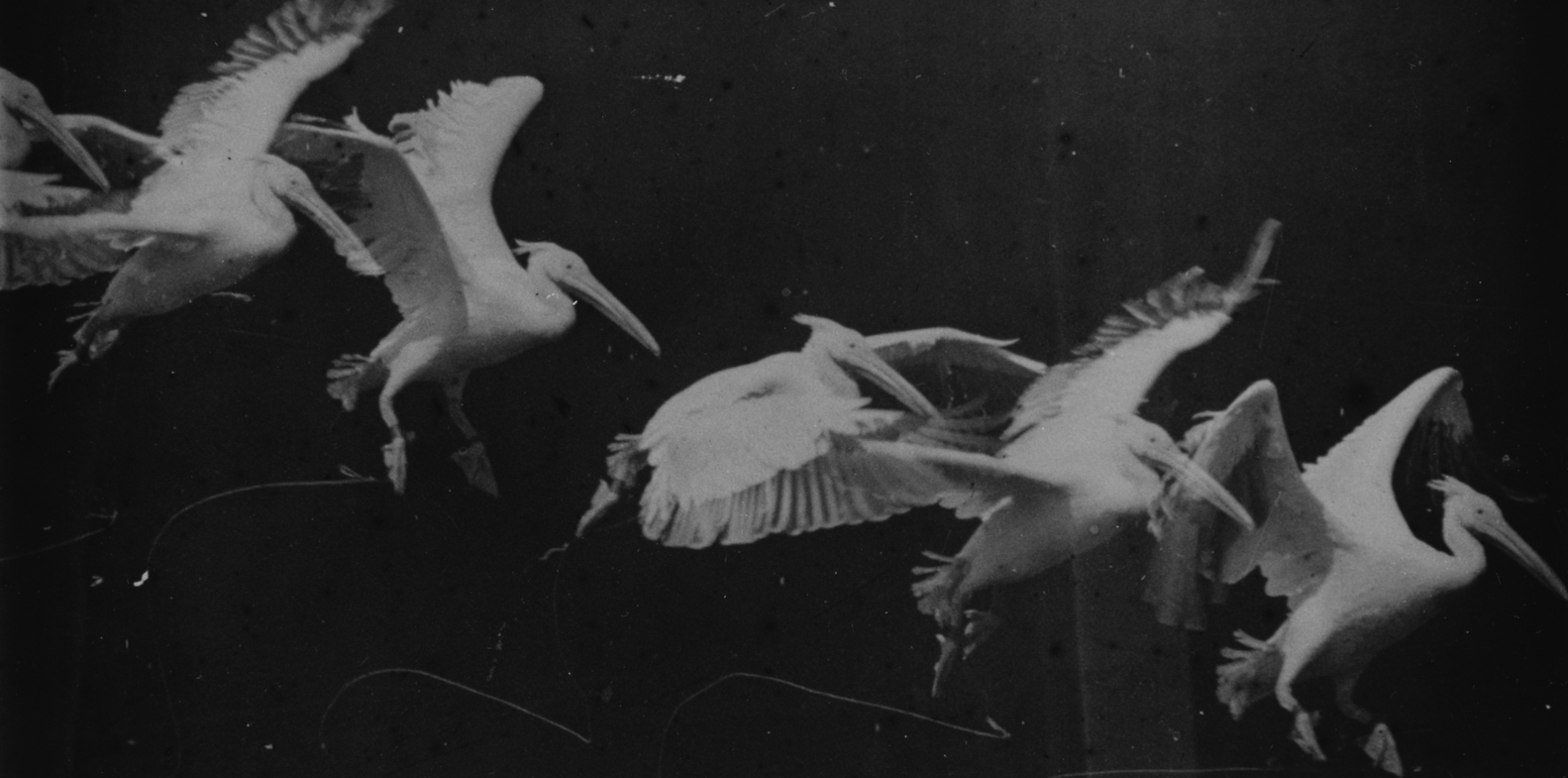
Летящий пеликан, сфотографированный Маре. Примерно в 1882 году он разработал способ запечатлеть на фотографии различные фазы движения.
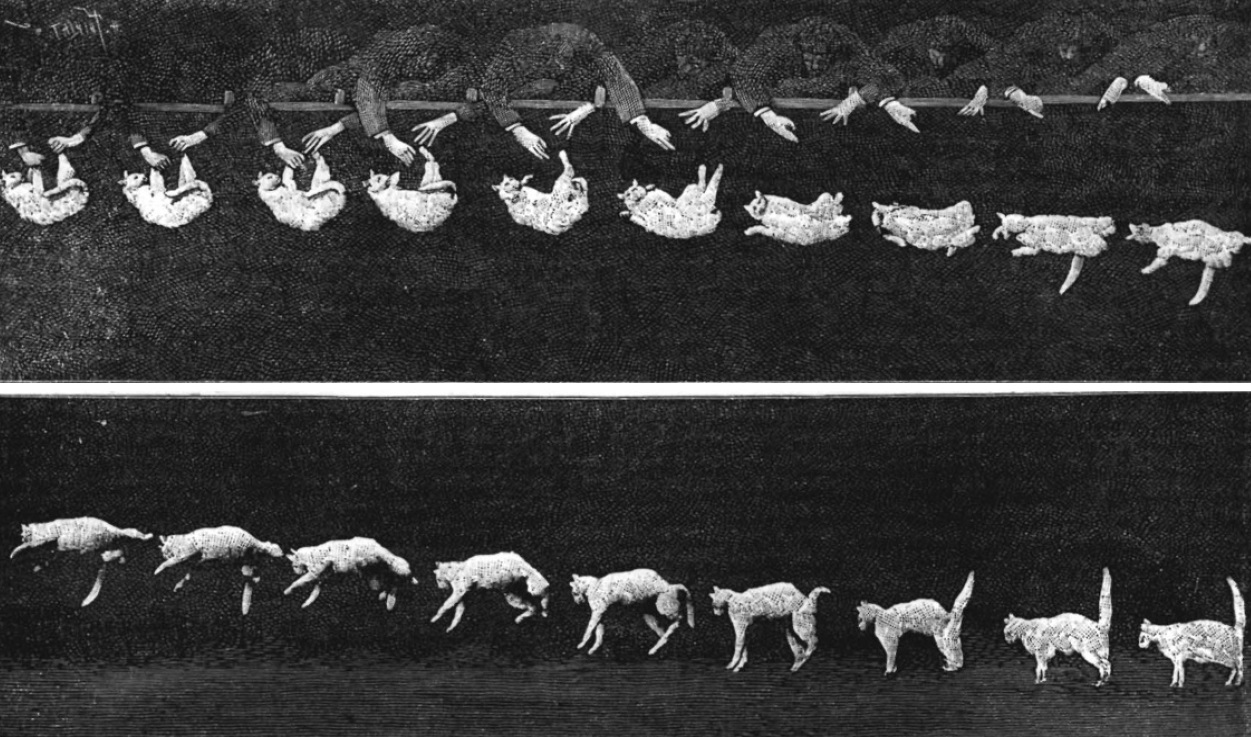
«Падающая кошка» — 19 последовательных кадров, демонстрирующих умение кошки приземляться на четыре лапы с переворотом в воздухе на 180°. Работа Маре опубликована в 1894 году в журнале Nature.
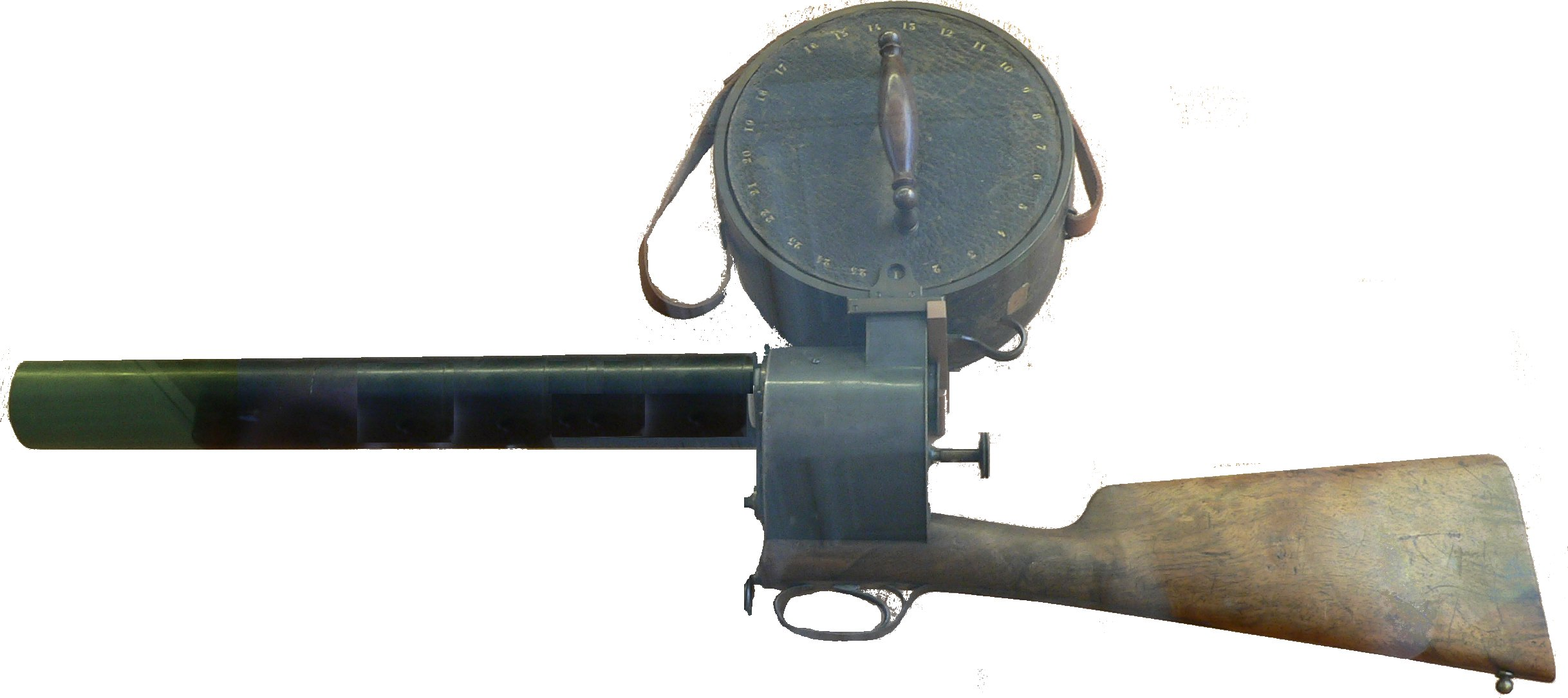
Фоторужьё Маре

### Комментарии
1. ↑  Также встречается написание Марей[3]

### Сноски
1. ↑  Museum of Modern Art online collection (англ.)
2. ↑  Список профессоров Коллеж де Франс
3. ↑  Гбур, 2021, Глава 4, с. 74.
4. ↑  Гбур, 2021, Глава 4, с. 75.
5. ↑  Braun M. Picturing Time: The Work of Etienne-Jules Marey (1830—1904), 1994. — P. 340.
6. ↑  Всеобщая история кино, 1958, с. 77.